# Kristinn Guðmundsson
Kristinn Guðmundsson (* 14. Oktober 1897 auf dem Hof Krókur, Rauðasandur, heute Gemeinde Vesturbyggð; † 30. April 1982 in Reykjavík) war ein isländischer Politiker (Fortschrittspartei) und Diplomat.

## Leben
Kristinn Guðmundsson studierte zunächst Jura an der Universität Island, dann von 1921 bis 1926 Jura und Wirtschaftswissenschaft in Kiel und in Berlin. 1926 promovierte er mit der Dissertation Die dänisch-englischen Handelsbeziehungen in ihrer Entwicklung und gegenwärtigen Gestaltung am Institut für Weltwirtschaft und Seeverkehr an der Universität Kiel.
Von September 1953 bis Juli 1956 war Kristinn Guðmundsson als Nachfolger von Bjarni Benediktsson Außenminister seines Landes. Vom 27. September 1956 bis zum 1. Januar 1961 amtierte er als isländischer Botschafter im Vereinigten Königreich; seit dem 16. November 1956 bis zum 19. Januar 1961 war er zugleich für die Niederlande zuständig. Ab 1961 war er isländischer Botschafter in der Sowjetunion und verschiedenen osteuropäischen Ländern: Sowjetunion 1. Januar 1961 – 31. Dezember 1967, Bulgarien 29. April 1965 – 31. Dezember 1967, Rumänien 28. Dezember 1960 – 31. Dezember 1967, Ungarn 28. Dezember 1960 – 31. Dezember 1967.